# Scheelhecke von Groß-Zimmern
Die Scheelhecke von Groß-Zimmern ist ein Naturschutzgebiet in der Gemarkung von Groß-Zimmern im Landkreis Darmstadt-Dieburg, Südhessen.

## Lage
Das Feuchtbiotop Scheelhecke liegt im Naturraum Reinheimer Hügelland südöstlich von Groß-Zimmern. Das Naturschutzgebiet wurde mit Verordnung vom 11. August 1983 ausgewiesen und hatte ursprünglich eine Fläche von 4,034 Hektar (StAnz. 35/1983, S. 1749). Mit Verordnung vom 20. September 1993 wurde es erweitert (StAnz. 43/1993, S. 2636). Das Schutzgebiet umfasst die Uferwiesen zwischen Landwehrgraben und Gersprenz im Osten sowie dem Hirschbach im Westen. Südlich der Scheelhecke befindet sich das Naturschutzgebiet Reinheimer Teich. Die beiden Naturschutzgebiete sind seit 2008 eingebettet in die größeren Natura2000-Gebiete „Untere Gersprenz“ (FFH-Gebiet 6019-303) bzw. „Untere Gersprenzaue“ (EU-Vogelschutzgebiet 6119-401).

## Beschreibung, Flora und Fauna
Auf den extensiv genutzten Grünlandflächen wachsen Mädesüßfluren, Kohldistelwiesen und Schlankseggenried. Im Norden schließt  eine Weichholzaue mit Weiden-Erlen-Bruchwald an.
In dem Feuchtgebiet brüten zahlreiche Vögel, unter anderem auch die Bekassine. Als Gastvögel wurden Eisvogel, Wasseramsel und Braunkehlchen nachgewiesen. Der Grasfrosch kommt zahlreich vor, ebenso Laubfrosch und (noch unbestimmte) Sumpfschildkröten. Seit etwa 2009 ist auch der Europäische Biber hier wieder heimisch geworden.
Zur Förderung des Feuchtgebietes werden Pflegemaßnahmen nach dem Bewirtschaftungsplan für das Natura-2000-Gebiet „Untere Gersprenz-FFH/Untere Gersprenzaue-VSG-TR Süd“ durchgeführt. Dafür wurde ab 2015 ein größerer Flachwasserbereich geschaffen und Wasser in die angrenzenden Wiesen geleitet. Teilweise erfolgt als Pflegemaßnahme eine Beweidung durch robuste Weidetiere. Seit 2020 grast Rotes Höhenvieh, eine alte Rasse aus dem Odenwald und der Rhön, in den feuchten Wiesen.

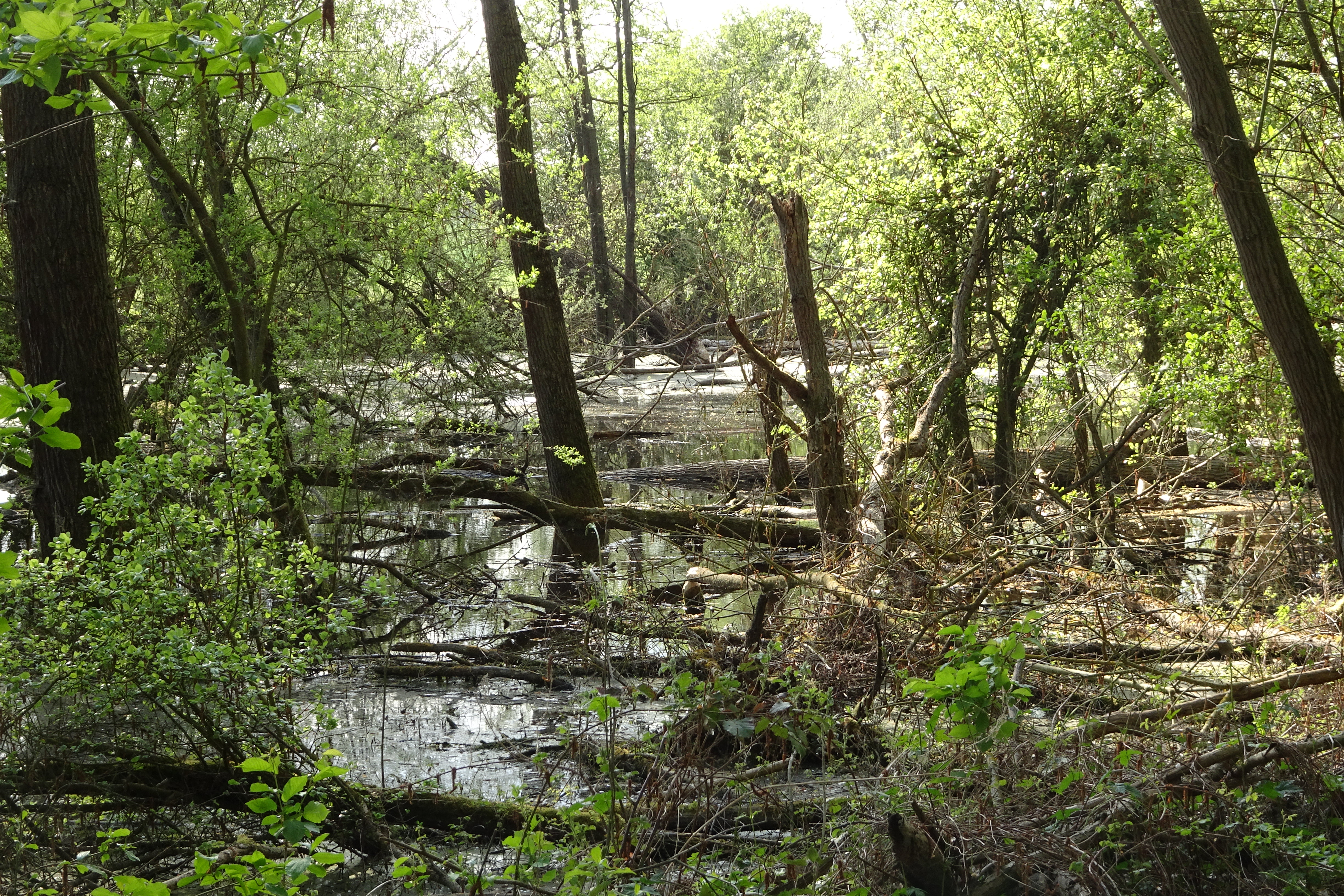
Weichholzaue in der Scheelhecke mit Biberspuren (2020)
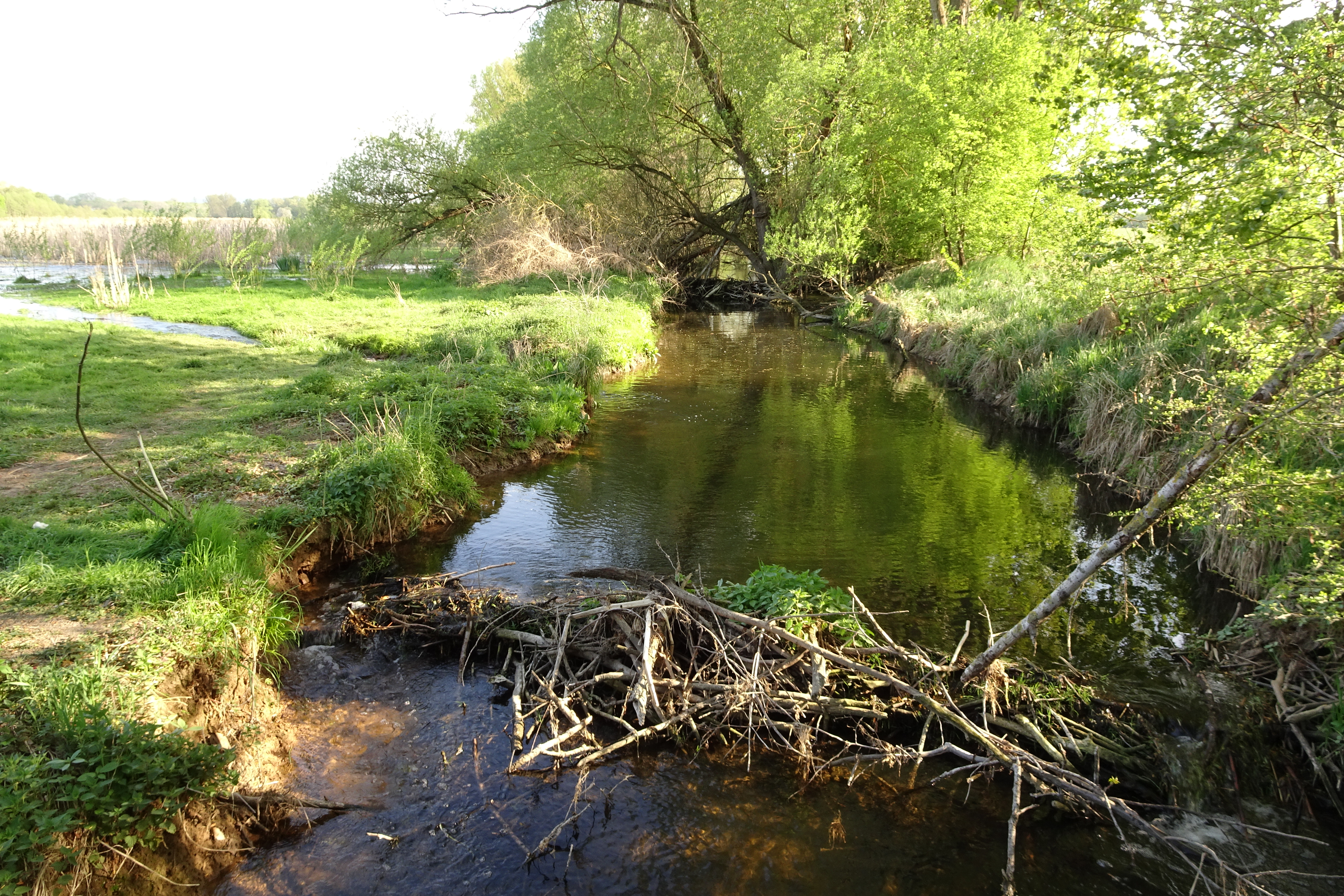
Landwehrgraben mit zwei Biberdämmen und Feuchtwiese (2020)
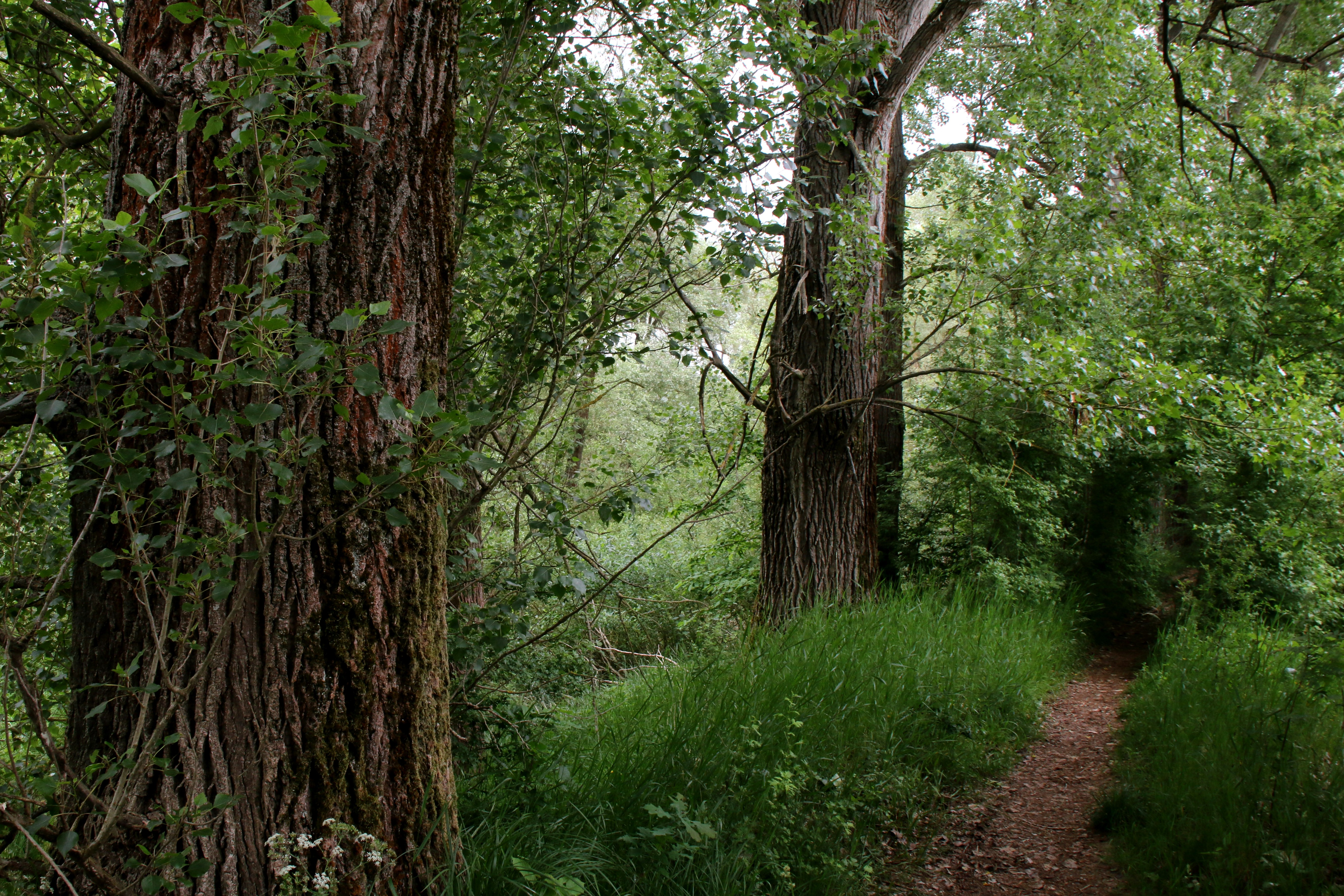
Weg an der Scheelhecke (2015)
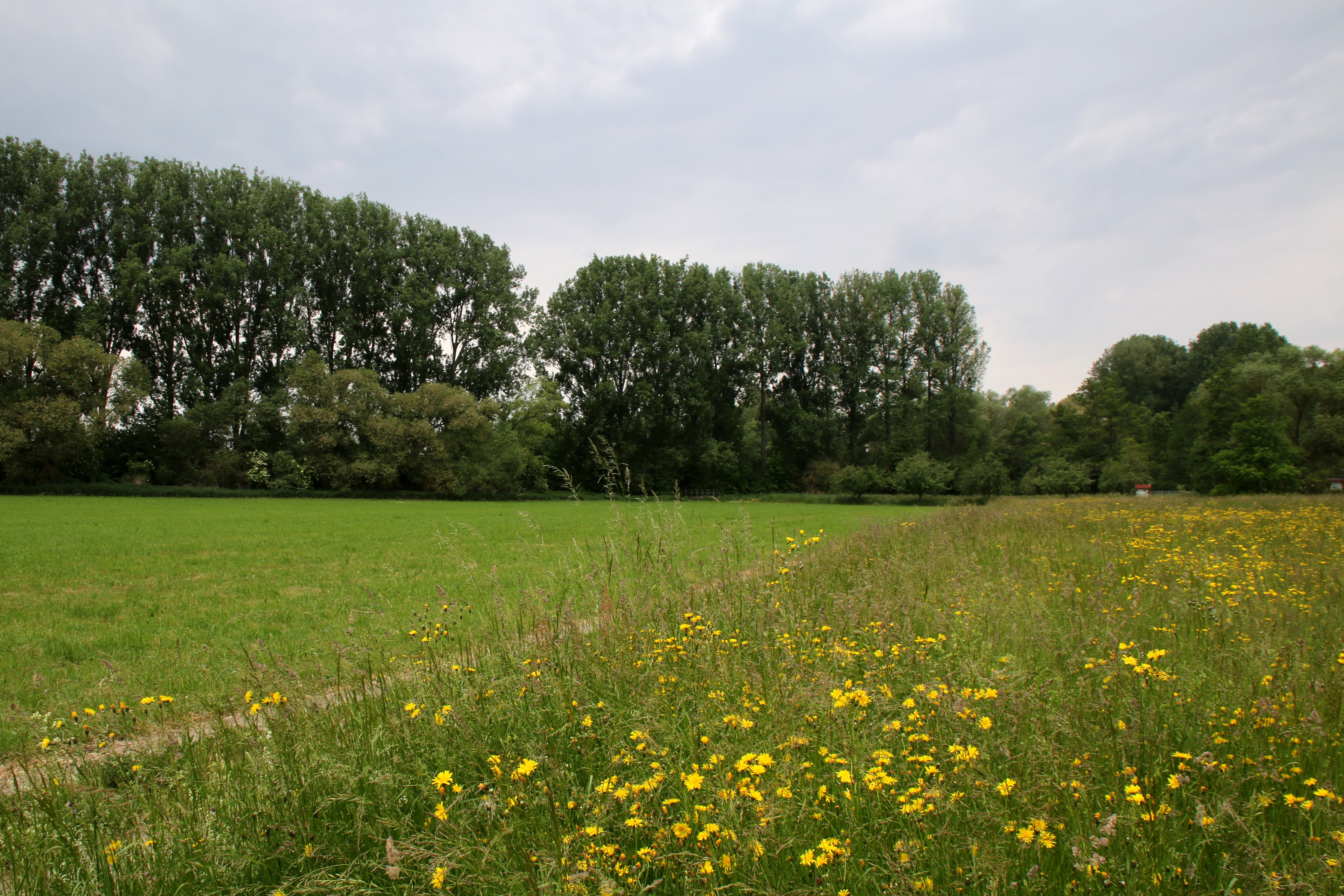
Blick über Grünland zur Scheelhecke (2015)